# دلفارد
دلفارد، درّه‌ای معتدل و کوهستانی در ۲۵ کیلومتری شمال شهر جیرفت و ۱۷۵ کیلومتری جنوب کلان‌شهر کرمان و در محور ارتباطی کرمان-راین-جیرفت واقع شده‌است.

## جغرافیای طبیعی
درّهٔ دلفارد در ۲۵ کیلومتری شمال شهر باستانی جیرفت واقع شده وتا بلندی‌های سربیژن امتداد دارد.
دره مدیترانه ای دلفارد با چندین آبشار زیبا و منحصر به فرد و وجود جنگل‌های متراکم از روستاهای هدف گردشگری ایران محسوب می‌شود؛ که در فصل تابستان هزاران گردشگر را مجذوب خود می‌کند.

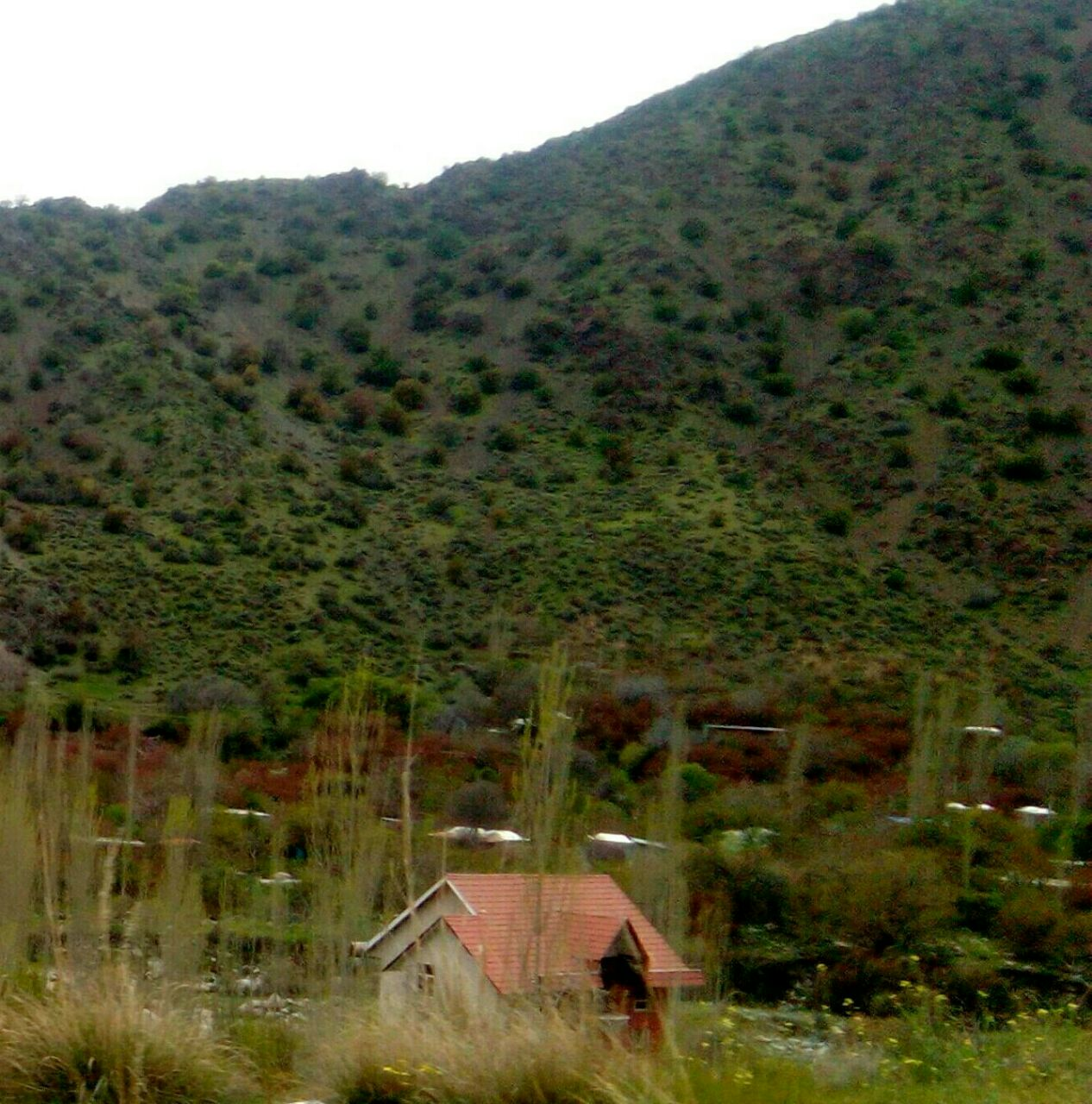
ییلاق دلفارد

ارتفاع دلفارد به‌طور میانگین۲۰۰۰ متر از سطح دریا می‌باشد؛ و با وجود جنگل‌های انارشیطان، بنه، بادام کوهی، ارچن وچنار و درهم آمیخته شدن درختان گرمسیری وسردسیری دلفارد به بهشتی در استان کرمان تبدیل شده‌است.بنا به گفته ابن حوقل جغرافی دان قرن چهارم هجری در نزدیکی جیرفت جاهایی به نام (میزان) و (درفارد ) بوده که میوه و برخی آذوقه مورد نیاز مردم جیرفت از آنجا تامین میشده.

## آب و هوا

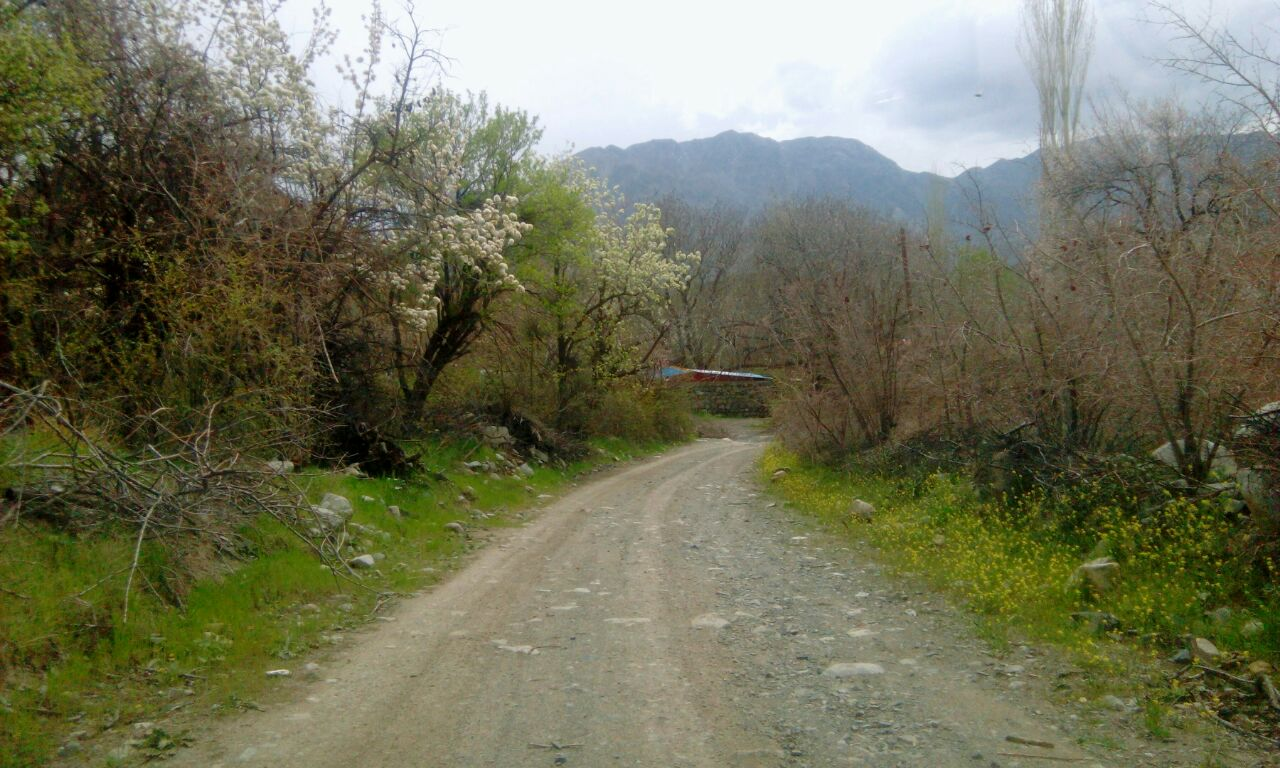
بُندر دلفارد

در دره مدیترانه‌ای دلفارد"'جاده چالوس شرق، شرایط آب وهوایی خاصّی حکم فرماست و به علت تنوّع ارتفاع (از ۹۰۰ تا ۲۴۰۰ متر) هرچه از پایین به بالا برویم از دمای هوا کاسته می‌شود.
به شکلی که در نیمه شمالی تا گردنهٔ سربیژن در فصل زمستان بارش‌ها اغلب به شکل برف هستند.
"'میزان بارندگی"'
میزان بارندگی منطقه دلفارد در هرنقطه متفاوت است وبراساس یک آمار بلند مدّت دلفارد با میانگین۴۵۰ میلی‌متر به عنوان پرباران‌ترین نقطه استان کرمان محسوب می‌شود.